# Тауци (Алба)
Тауци (рум. Tăuți) насеље је у Румунији у округу Алба у општини Метеш. Oпштина се налази на надморској висини од 282 m.

## Становништво
Према подацима из 2002. године у насељу је живело 665 становника, од којих су сви румунске националности.